# Cyphoderris monstrosa
Cyphoderris monstrosa is een rechtvleugelig insect uit de familie Prophalangopsidae. De wetenschappelijke naam van deze soort is voor het eerst geldig gepubliceerd in 1864 door Uhler.